# 多分、風。
「多分、風。」（たぶん、かぜ。）は、日本のロックバンド・サカナクションの楽曲。2016年10月19日に12作目のシングルとしてNF Recordsより発売された。

## 発表と制作背景

### 背景とリリース
表題曲「多分、風。」は、資生堂の化粧品ブランド「ANESSA」CMソングに起用された。タイトル未発表のまま、CMへの使用が発表され、2016年3月4日より、メディアでオンエアされた。
本楽曲は、2015年から2016年にかけて開催されたライブツアー「SAKANAQUARIUM 2015-2016 "NF Records launch tour"」うち、2016年4月9日・10日の千葉・幕張メッセ公演にて、初披露された。
同年8月10日にシングルとしてリリースされることが発表されたものの、発表当初はタイトル未定であり、収録曲の完成に至っていなかった。バンドは、シングルのリリース日の変更を、ラジオ番組『SCHOOL OF LOCK!』のコーナー「サカナLOCKS!」にて発表した。
2016年9月15日、シングルが10月19日にリリースされることが発表され、同時にタイトル「多分、風。」を公開。加えて、バンドのオーガナイズ・パーティー「NF 1R」が、リリース同月の10月15日に恵比寿のライブハウス・LIQUIDROOMにて開催されることが発表された。
シングルは、完全生産限定盤（CD+Blu-ray Disc・CD+DVD）、通常盤（CD）の3形態でのリリースであり、完全限定盤の2形態は、LPサイズの特殊なパッケージ仕様となっている。また、シングルジャケットは、アートディレクターの井上嗣也が制作している。

### 制作
バンドは、夜をモチーフにした楽曲を多く制作しているのに対し、本楽曲は、日焼け止めのコマーシャルソングに使用されたため、昼間というテーマのもと、制作された。バンドは制作時、それぞれ汗や女性、疾走感をイメージし、制作を進めた。なお、制作時のタイトルは「渚のアップビート」であった。
歌詞は、直接的ではなく、情景を伝える言葉を中心とした歌詞となっており、商品のイメージに合うように制作された。リリース日変更以降は、制作方法を以前に発売したアルバム『sakanaction』のように、スタジオで制作するやり方ではなく、山口の自宅で制作するスタイルに変更をしている。
発売から約1週間後となる2016年10月28日に、ミュージックビデオが公開された。監督は、田中裕介が務め「さよならはエモーション」より、シングル3作品連続で手がけることとなった。ミュージックビデオでは、ファッションモデルのる鹿が出演している。

## プロモーション
表題曲「多分、風。」は、資生堂の化粧品ブランド・ANESSAのコマーシャルソングとして楽曲が発表され、起用された。B面として収録された「moon」は、世界初の月面無人探査レース・Google Lunar X Prize（GLXP）に参加する日本プロジェクトチームのコマーシャル「au × HAKUTO MOON CHALLENGE」のコマーシャルソングに使用されている。

## 収録曲
| 全作詞・作曲: 山口一郎。 |                                       |           |            |                            |      |
| #                        | タイトル                              | 作詞      | 作曲・編曲 | 編曲                       | 時間 |
| 1.                       | 「多分、風。」                        | 山口一郎  | 山口一郎   | サカナクション             | 4:54 |
| 2.                       | 「moon」                              | 山口一郎  | 山口一郎   | サカナクション             | 5:53 |
| 3.                       | 「ルーキー (Hiroshi Fujiwara Remix)」 | 山口一郎  | 山口一郎   | サカナクション、藤原ヒロシ | 5:15 |
| 合計時間:                | 合計時間:                             | 合計時間: | 16:02      |                            |      |

| #  | タイトル                                                                                        | 作詞 | 作曲・編曲 |
| -- | ----------------------------------------------------------------------------------------------- | ---- | ---------- |
| 1. | 「Fukurou Session featuring ぼくのりりっくのぼうよみ (Broadcasted on LINE LIVE on 2016.06.21)」 |      |            |
| 2. | 「Kikidroom Session featuring LUKA (Broadcasted on LINE LIVE on 2016.06.21)」                   |      |            |
| 3. | 「BARサカナクション」                                                                           |      |            |